# Воля-Садківська
Воля-Садківська — село в Україні, у Яворівському районі Львівської області. Населення становить 309 осіб. Орган місцевого самоврядування - Мостиська міська рада.

## Назва
В історичних документах, зокрема на старих австрійських картах, згадується як Воля Судківська (від розташованого неподалік села Судковичі). Також згадується як Воля Хлипельська.

## Населення

### Мова
Розподіл населення за рідною мовою за даними перепису 2001 року:
| Мова       | Кількість | Відсоток |
| ---------- | --------- | -------- |
| українська | 309       | 100%     |